# 3943 Silbermann
A 3943 Silbermann (ideiglenes jelöléssel 1981 RG1) a Naprendszer kisbolygóövében található aszteroida. Freimut Börngen fedezte fel 1981. szeptember 3-án.